# Zürich Falcons
Gli Zürich Falcons sono stati una squadra svizzera di football americano di Zurigo, fondata nel 1993 in seguito alla fusione fra gli Zürich Bay Bandits e i Bülach Giants.
Pur non avendo mai vinto lo Swiss Bowl hanno partecipato alla finale del 1993, uscendo sconfitti per 36-2 dai Basilisk Meanmachine.

## Dettaglio stagioni

### Tackle football

#### Tornei nazionali

##### Campionato

###### Lega Nazionale A/Campionato SAFV
| Stagione | regular season | regular season | regular season | regular season | regular season | regular season | playoff | playoff | playoff | playoff | playoff | playoff          | playoff              |
|          | Vin            | Par            | Per            | Tot            | PF             | PS             | Vin     | Per     | Tot     | PF      | PS      | risultato        | avversaria           |
| -------- | -------------- | -------------- | -------------- | -------------- | -------------- | -------------- | ------- | ------- | ------- | ------- | ------- | ---------------- | -------------------- |
| 1993     | 5              | 0              | 3              | 8              | 100            | 108            | 2       | 1       | 3       | 57      | 59      | Swiss Bowl       | Basilisk Meanmachine |
| 1994     | 5              | 0              | 3              | 8              | 203            | 72             | 0       | 1       | 1       | 0       | 38      | Playoff          | Geneva Seahawks      |
| 1995     | 4              | 0              | 4              | 8              | 149            | 98             | 1       | 1       | 2       | 18      | 23      | Quarti di finale | Basilisk Meanmachine |
| 1996     | 2              | 0              | 6              | 8              | 101            | 240            | -       | -       | -       | -       | -       | -                | -                    |
| Totale   | 16             | 0              | 16             | 32             | 553            | 518            | 3       | 3       | 6       | 75      | 120     |                  |                      |

Fonti: Enciclopedia del Football - A cura di Roberto Mezzetti; Sito storico SAFV

##### Campionati giovanili

###### Under-19/Juniorenliga
| Stagione | regular season | regular season | regular season | regular season | regular season | regular season | playoff | playoff | playoff | playoff | playoff | playoff     | playoff              |
|          | Vin            | Par            | Per            | Tot            | PF             | PS             | Vin     | Per     | Tot     | PF      | PS      | risultato   | avversaria           |
| -------- | -------------- | -------------- | -------------- | -------------- | -------------- | -------------- | ------- | ------- | ------- | ------- | ------- | ----------- | -------------------- |
| 1993     | 3              | 1              | 4              | 8              | 73             | 70             | -       | -       | -       | -       | -       | -           | -                    |
| 1994     | 7              | 0              | 1              | 8              | 181            | 30             | 1       | 1       | 2       | 27      | 36      | Junior Bowl | Seaside Raiders      |
| 1995     | 7              | 0              | 1              | 8              | 235            | 69             | 1       | 1       | 2       | 57      | 32      | Semifinale  | Basilisk Meanmachine |
| 1996     | 5              | 0              | 3              | 8              | 176            | 92             | 0       | 1       | 1       | 15      | 31      | Semifinale  | Zürich Renegades     |
| Totale   | 22             | 1              | 9              | 32             | 665            | 261            | 2       | 3       | 5       | 99      | 100     |             |                      |

Fonte: Sito storico SAFV